# Land- und Stadtgericht Preußisch Holland
Das Land- und Stadtgericht Preußisch Holland war von 1822 bis 1849 ein preußisches Land- und Stadtgericht mit Sitz in Preußisch Holland.

## Geschichte
Das Land- und Stadtgericht Preußisch Holland wurde 1822 aus dem Stadtgericht Preußisch Holland und dem Justizamt Preußisch Holland gebildet. 1844 kam das Stadtgericht Mühlhausen dazu. Es war ein Gericht 2. Klasse im Sprengel des Oberlandesgerichts Königsberg.
1837 umfasste der Gerichtsbezirk die Stadt Preußisch Holland mit 3112 Gerichtseingesessenen und 67 Ortschaften mit 9058 Gerichtseingesessenen (zusammen also 12.170 Gerichtseingesessene). Am Gericht waren ein Stadt- und Landrichter, ein Assessor und sechs weitere Mitarbeiter beschäftigt. Das Gericht war im Rathaus der Stadt untergebracht.
Nach der Märzrevolution wurden 1849 einheitlich Kreisgerichte gebildet. In Preußisch Holland entstand die Gerichtsdeputation Preußisch Holland des Kreisgerichts Mohrungen.